# 蘇夏尼 (卡哈爾雷克區)
49°55′29″N 30°33′20″E / 49.92472°N 30.55556°E
蘇什恰尼（烏克蘭語：Сущани）是位於烏克蘭北部的村莊，由基辅州奧布希夫區的卡哈爾利克市鎮負責管轄。該村始建於十八世紀，面積2.72平方公里，海拔高度175米，2001年人口549，人口密度每平方公里202.1人。